# كأس فرنسا 1987–88
كأس فرنسا 1987–88 (بالفرنسية: Coupe de France de football 1987-1988)‏ هو الموسم 71 من كأس فرنسا. أشرف على تنظيمه اتحاد فرنسا لكرة القدم، وفاز فيه نادي ميتز.